# Факультет почвоведения МГУ

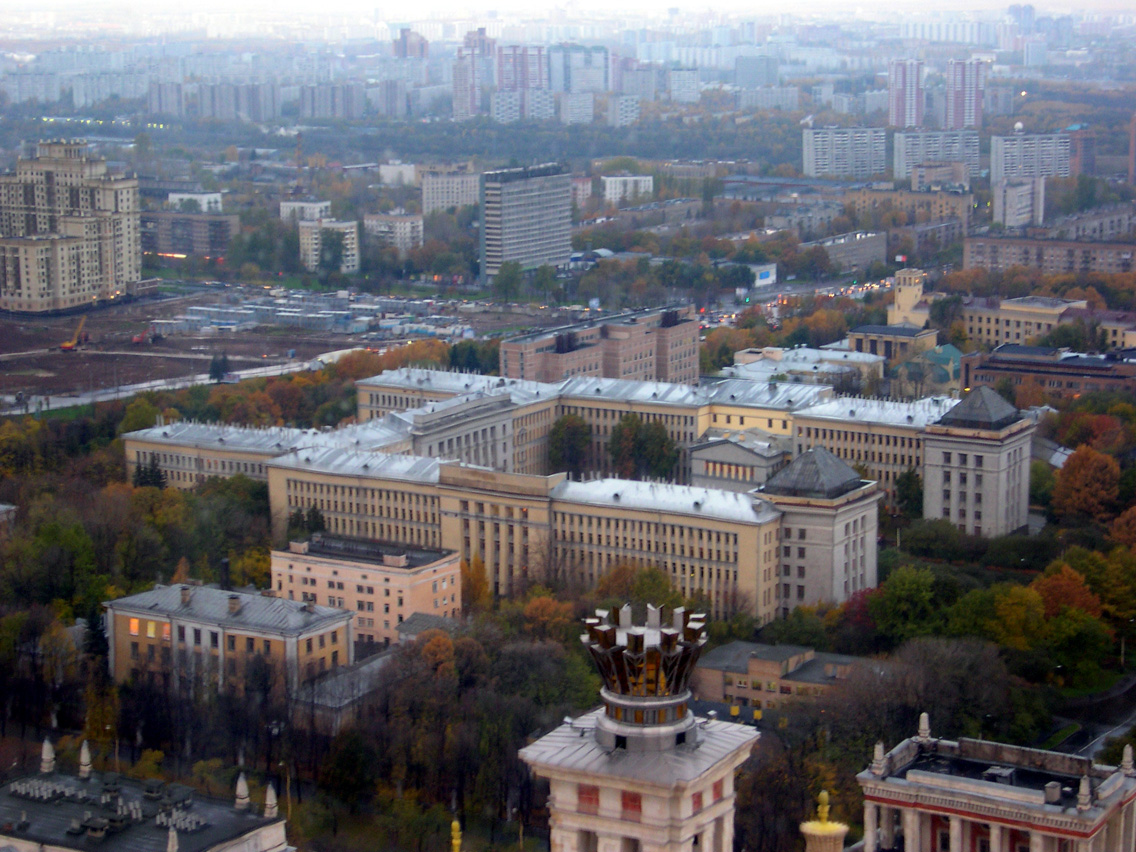
Биолого-почвенный корпус МГУ. Вид с вершины главного корпуса МГУ

Факультет почвоведения Московского государственного университета имени М. В. Ломоносова — ведущий учебно-научный центр России по подготовке специалистов преимущественно в области почвоведения и экологии.

## Обучение
Факультет подготавливает бакалавров по двум специальностям:
- Почвоведение
- Экология и природопользование

Поступление проходит по результатам ЕГЭ и проводимого в МГУ дополнительного вступительного испытания. Для направления «Почвоведение» выделено 65 бюджетных мест и 10 контрактных мест, для «Экология и природопользование» - 23 бюджетных места и 8 мест, которые предназначены для контрактного обучения, отдельные места выделены для обучения иностранных граждан на контрактной основе.
По тем же направлениям факультет подготавливает магистров. Поступающие сдают экзамен по выбранной ими специальности. Бюджетных мест для подготовки по направлению «Почвоведение» - 35, «Экология и природопользование» - 23, по 5 мест выделено для контрактного обучения.
На факультете ведется обучение в аспирантуре по направлениям «Биологические науки» и «Сельское хозяйство». Действуют диссертационные советы, принимающие к защите кандидатские и докторские диссертации по специальностям «Экология», «Почвоведение», «Биотехнология», «Микробиология», «Мелиорация, водное хозяйство и агрофизика», «Агрохимия, агропочвоведение, защита и карантин растений».

## Кафедры факультета
На факультете существуют 10 кафедр.
| Кафедра                          | Заведующий кафедрой | Год основания |
| -------------------------------- | ------------------- | ------------- |
| Агрохимии и биохимии растений    | Романенков В.А.     | 1863          |
| Общего почвоведения              | Красильников П.В.   | 1922          |
| Географии почв                   | Шоба С.А.           | 1939          |
| Физики и мелиорации почв         | Умарова А.Б.        | 1943          |
| Химии почв                       | Толпешта И.И.       | 1943          |
| Биологии почв                    | Степанов А.Л.       | 1953          |
| Общего земледелия и агроэкологии | Балабко П.Н.        | 1955          |
| Эрозии и охраны почв             | Макаров О.А.        | 1970          |
| Земельных ресурсов и оценки почв | Яковлев А.С.        | 2002          |
| Радиоэкологии и экотоксикологии  | Щеглов А.И.         | 2006          |

Кафедры играют важную роль в системе обучения. На 2 курсе бакалавриата студенты подают заявления на желаемые кафедры. Начиная с 3 курса бакалавриата, обучающиеся окончательно распределяются по кафедрам. Соответственно, с 3 курса в расписании появляются спецкурсы выбранной кафедры.

## История факультета
Впервые вопрос о преподавании почвоведения и организации в русских университетах кафедр почвоведения был поставлен и обоснован основателем современного научного почвоведения В. В. Докучаевым в Петербурге в 1895 году. Однако, предложение не было реализовано.
В 1906 году в Московском университете преподавание почвоведения как естественно-исторической науки было введено сторонником В. В. Докучаева заведующим кафедрой агрономии Алексеем Николаевичем Сабаниным для студентов естественного отделения физико-математического факультета.

### Кафедра почвоведения
В 1922 году на базе бывшей кафедры агрономии были организованы Кафедра почвоведения и Кафедра агрохимии. Первым заведующим кафедрой почвоведения был избран В. В. Геммерлинг.
Самое раннее проявление интереса к изучению почв связано с именем основателя Московского университета — М. В. Ломоносова, который в своей работе «О слоях земных», написанной в 1763 году, выдвинул гипотезу растительно-наземного происхождения чернозёма, разработанную Докучаевым в его знаменитой книге «Русский чернозём» (1883). Там были заложены и основы науки о почве как широкой естественно-исторической дисциплины, у истоков которой стоял М. В. Ломоносов.
В связи с реорганизацией в 1930 году физико-математического факультета, а затем в 1932 году — возвращением к факультетскому принципу структуры МГУ, кафедра почвоведения была включена в состав почвенно-географического факультета, в 1938 году геолого-почвенного, а в 1949—1950 гг. в составе биолого-почвенного факультета было организовано почвенное отделение, состоящее из 6 кафедр: почвоведения, географии почв, организованной в 1939 году, и рожденных в военное время (1943—1944 гг.) кафедр физики и мелиорации почв, химии почв, агрохимии и возрожденной в 1950 году кафедры агрономии, позже переименованной в кафедру земледелия. В 1953 году была открыта кафедра биологии почв.

### Факультет почвоведения
10 апреля 1973 года был организован Факультет почвоведения на базе почвенного отделения Биолого-почвенного факультета МГУ (1948—1973), «в целях дальнейшего развития биологии и почвоведения, совершенствования подготовки кадров в этих областях для нужд народного хозяйства».
Успешному решению вопроса об организации самостоятельного факультета почвоведения способствовали следующие обстоятельства:
1. Возросшие к этому времени биосферно-экологические проблемы показали, что их решение невозможно без развития почвоведения как самостоятельной отрасли естествознания, а не одной из сельскохозяйственных дисциплин;
2. Почвенное отделение к 1970-м годам располагало таким учебно-научным и кадровым потенциалом, который делал возможным работу его как самостоятельного факультета. К тому времени это было самое разностороннее и самое высококвалифицированное учебно-научное учреждение в области почвоведения, в нём было 6 кафедр представляющих основные направления науки о почве; их возглавляли известные крупные учёные лидеры соответствующих направлений (В. А. Ковда, Н. А. Красильников, Н. А. Качинский, Г. В. Добровольский, Н. С. Авдонин,  Н. Г. Зырин и др.);
3. Развитие научных школ почвоведов на кафедрах обеспечило преемственность в руководстве.

В 1974 году на базе Московского университета состоялся юбилейный Х Международный конгресс почвоведов, посвященный 50-летию Международного общества почвоведов, на котором с президентским докладом «Биосфера и почвы» выступил зав. кафедрой почвоведения чл.-корр. АН СССР В. А. Ковда.
В 1992 году решением Комитета по высшей школе Министерства науки, высшей школы и технической политики Российской Федерации почвоведение было включено в перечень направлений базового высшего образования по естественным наукам (наряду с математикой, физикой, биологией, геологией и т. п.) с присуждением академической степени «бакалавра почвоведения», а в 1994 г. Приказом Госкомвуза России в перечень основных естественнонаучных профессионально-образовательных направлений с углубленной общенаучной подготовкой и присуждением академической степени «магистр почвоведения» с соответствующей специализацией. В этом же году почвоведение было включено в перечень естественнонаучных специальностей с углубленной общенаучной (базовой) подготовкой, включающей общепрофессиональную, а также теоретическую и практическую профессиональную подготовку по специальности «Почвоведение» с указанием соответствующей специализации.

## Деканы факультета

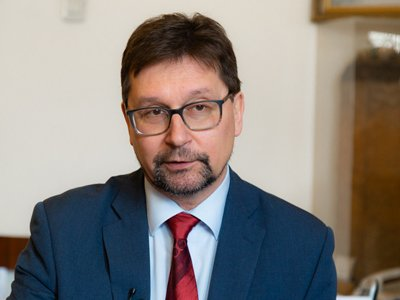
Декан факультета Почвоведения МГУ П. В. Красильников

- В 1973 году Первым деканом факультета стал его организатор профессор Г. В. Добровольский, впоследствии академик РАН.
- В 1989 году деканом факультета был избран профессор А. Д. Воронин.
- С 1995 года деканом факультета являлся профессор, член-корреспондент РАН С. А. Шоба.
- Со 2 ноября 2020 года деканом факультета является профессор, член-корреспондент РАН П. В. Красильников.